# ユ・ジテ
ユ・ジテ（朝: 유지태、漢: 劉智泰、1976年4月13日 - ）は、韓国の俳優、映画監督。BHエンターテインメント所属。本貫は江陵劉氏。
政治家の劉沃祐は祖父、女優のキム・ヒョジンは妻。

## 経歴
2003年、パク・チャヌク監督『オールド・ボーイ』でチェ・ミンシクと共演する。
2010年、キム・サンマン監督『ミッドナイトFM』でスエと共演する。
2012年、初長編監督作品『Mai Ratima』が釜山国際映画祭で上映される。

## 出演作品

### 映画
- バイ・ジュン さらば愛しき人（1998年）
- アタック・ザ・ガス・ステーション!（1999年）
- リメンバー・ミー（2000年）
- 友引忌（2000年）
- リベラ・メ（2000年）
- 春の日は過ぎゆく（2001年）
- Mirror 鏡の中（2003年）
- ナチュラル・シティ（2003年）
- オールド・ボーイ（2003年）
- 女は男の未来だ（2004年）
- 南極日誌（2005年）
- 親切なクムジャさん（2005年）
- 美しき野獣（2006年）
- ノートに眠った願いごと（2006年）
- ファン・ジニ 映画版（2007年）
- 純情漫画（2008年）
- シークレットラブ 〜蜜愛〜（2010年）
- ミッドナイトFM（2010年）
- 人類資金（2013年）
- ザ・テノール 真実の物語（2014年）
- スウィンダラーズ（2017年）
- サバハ（2019年）
- 金の亡者たち（2019年）

### テレビドラマ
- スターの恋人（2008年-2009年、SBS） - キム・チョルス役
- ヒーラー〜最高の恋人〜（2014年-2015年、KBS） - キム・ムンホ役
- グッドワイフ〜彼女の決断〜（2016年、tvN） - イ・テジュン役
- マッド・ドッグ（2017年、KBS） - チェ・ガンウ役
- ジャグラス～氷のボスに恋の魔法を～（2017年-2018年、KBS） - チェ・ガンウ役
- イモン～禁断の愛～（2019年、MBC） - キム・ウォンボン役
- 花様年華〜君といた季節〜（2020年、tvN） - ハン・ジェヒョン役
- ペーパー・ハウス・コリア： 統一通貨を奪え（2022年、Netflix） - 教授役
- ペーパー・ハウス・コリア： 統一通貨を奪え パート2（2022年、Netflix） - 教授役
- ヴィジランテ（2023年、Disney＋）- チョ・ホン 役

## 監督作品
- Mai Ratima（2012年）